# Salpingotus crassicauda
Salpingotus crassicauda — вид гризунів родини Dipodidae. Зустрічається в Китаї, Казахстані, Монголії. Його природні середовища проживання — луки помірного поясу та пустеля помірного поясу. Йому загрожує втрата середовища проживання. Він внесений до списку МСОП як LC.

## Опис
Цей вид досягає довжини голови й тулуба приблизно від 45 до 60 мм із трохи довшим хвостом. Голова велика, очі малі, вуха короткі та трубчасті, а хвіст може мати потовщення біля основи, де відкладається жир. Ці тушканчики отримують більшу частину води з їжі, яку споживають, однак вони будуть пити воду, якщо знайдуть її.

## Поведінка
Salpingotus crassicauda — одиночна нічна тварина. Має постійну нору з багатьма ходами, які можуть простягатися на 3 метри. Входи закриваються сипучими пробками з піску, і якщо тушканчика помічає на відкритому місці хижак, він намагається заритися в пісок. З хижаків — сови, гірська ласка (Mustela altaica), перегузня (Vormela peregusna) і руда лисиця (Vulpes vulpes). Цей тушканчик харчується дрібними безхребетними, такими як коники та павуки, а також деякими рослинними речовинами, переважно насінням. Розмноження відбувається навесні та влітку, коли народжуються виводки від двох до п’яти дитинчат.